# Гибель Келли Томаса
Келли Томас (англ. Kelly Thomas) (5 апреля, 1974 — 10 июля, 2011) — бездомный с диагнозом шизофрения, живший на улицах Фуллертона, штат Калифорния. Он умер через пять дней после того, как был сильно избит шестью полицейскими Департамента полиции Фуллертона, с которыми столкнулся 5 июля 2011 года, что позже было описано как «одно из самых страшных избиений полицией в истории США». 
Мануэль Рамос и Джозеф Вульф, оба члены Департамента полиции Фуллертона, попытались арестовать Келли. Позже на место происшествия прибыл Джей Сисинелли, чтобы помочь с арестом. В результате Келли с многочисленными травмами был доставлен в медицинский центр St. Jude Medical Center, прежде чем был переведён в медицинский центр UC Irvine Medical Center. Он не пришёл в сознание и умер 10 июля 2011 года в возрасте 37 лет.
Медицинское заключение показало, что лицевые кости у Томаса были сломаны, и он захлебнулся собственной кровью. Следователь пришёл к выводу, что сжатие грудной клетки сделало невозможным для Томаса нормальное дыхание и лишило его мозг кислорода. Мануэль Рамос, Джей Сисинелли и Джозеф Вульф были обвинены в непредумышленном убийстве и в применении чрезмерной силы. Все трое не признали себя виновными.
13 января 2014 года Рамос и Сисинелли были признаны невиновными по всем пунктам обвинения. Адвокатом Сисинелли был Майкл Шварц, а Рамоса — Джон Барнетт. После вынесения приговора для двух офицеров окружной прокурор объявила, что не будет вести уголовное дело против Вульфа.
Снятие обвинений с полицейских спровоцировало протесты, а само дело широко обсуждалось в СМИ.